# Włóczęga (film 1915)
Włóczęga (ang. The Tramp) – amerykański film niemy z 1915 z Charlie Chaplinem w roli głównej. Film jest też w Polsce znany pod tytułem Charlie włóczęga, często więc mylony jest z filmem Charlie włóczęga (The Vagabond) z 1916.

## Fabuła
Wędrujący włóczęga ratuje z rąk bandytów piękną córkę farmera. Ojciec dziewczyny daje mu za to pracę w swoim gospodarstwie. Włóczęga jest pod wielkim urokiem córki swojego nowego pracodawcy. Tymczasem bandyci postanawiają napaść na farmę.

## Obsada
- Charlie Chaplin – włóczęga
- Edna Purviance – córka farmera
- Billy Armstrong – poeta
- Ernest Van Pelt – złowrogi włóczęga
- Leo White – złowrogi włóczęga
- Lloyd Bacon – narzeczony Edny
- Paddy McGuire – robotnik rolny
- Fred Goodwins – farmer
- Bud Jamison – złodziej